# Cuthona poritophages
Cuthona poritophages is een slakkensoort uit de familie van de Cuthonidae. De wetenschappelijke naam van de soort is voor het eerst geldig gepubliceerd in 1979 door Rudman.